# Amón de Judá
Amón de Judá (en hebreo: אָמוֹן‎ ’Āmōn; en griego: Αμων; en latín: Amon), hijo de Manasés y Meshullemeth, sucedió a su padre como rey de Judá. Estaba casado con Jedidah, la hija de Adaiah de Bozkath. William F. Albright fecha su reinado en 642-640 a. C. 

## Vida
Amon era hijo del rey Manasés de Judá y de Meshullemeth, hija de Haruz de Jotbah. Aunque se desconoce la fecha, la Biblia hebrea registra que se casó con Jedidah, hija de Adaías de Bozkath.  Tras la muerte de Manasés, Amón comenzó su reinado de Judá a la edad de 22 años, y reinó durante dos años.  A diferencia de muchos de sus predecesores, que parecen haber sido nombrados corregentes a la edad de 12 años, su reinado no permite un período de corregencia, a pesar de que su padre tenía una edad muy avanzada. Esto y la edad de Manasés en el momento de su nacimiento (44 años) sugieren que pudo haber sido un hijo menor. 
La Biblia de Jerusalén describe a Manasés y Amón como «dos reyes malvados».  El erudito bíblico y arqueólogo William F. Albright ha fechado su reinado entre el 642 y el 640, mientras que el profesor E. R. Thiele ofrece las fechas 643/642-641/640.  Las fechas de Thiele están ligadas al reinado del hijo de Amón Josías, cuya muerte a manos del faraón Necao II ocurrió en el verano de 609. La batalla en la que se dice que murió Josías, que se confirma de forma independiente en la historia egipcia, sitúa el final del reinado de Amón, 31 años antes, en 641 o 640, y el comienzo de su gobierno en 643 o 642.
La Biblia hebrea registra que Amón continuó con la práctica de idolatría de su padre Manasés y colocó imágenes paganas como había hecho su padre.  En el II Reyes se afirma que Amón «hizo lo malo ante los ojos de Yahvé, como hizo su padre Manasés. Y siguió por el mismo camino que su padre, y sirvió a los ídolos que su padre había servido, y y los adoró» Sofonías describe su reinado como marcado por la depravación moral. De manera similar, el Libro de las Crónicas registra que «… hizo lo que es malo a los ojos del Señor, como hizo Manasés su padre; y Amón sacrificó a todas las imágenes talladas que Manasés su padre había hecho, y las sirvió».  La tradición talmúdica relata que «Amon quemó la Torá y permitió que las telas de araña cubrieran el [por completo en desuso] ... Amon pecó mucho».  Al igual que otras fuentes textuales, Flavio Josefo también critica el reinado de Amón, describiéndolo en términos similares a los relatos bíblicos.
Después de reinar dos años, Amón fue asesinado por sus sirvientes u oficiales, que conspiraron contra él, y le sucedió su hijo Josías, que en ese momento tenía ocho años de edad.  Después del asesinato de Amón, sus asesinos se volvieron impopulares entre el «pueblo de la tierra», y finalmente fueron asesinados.  Fue el pueblo de la tierra quien proclamó a Josías como su sucesor; no está claro qué sucesión habrían anticipado los funcionarios que asesinaron a Amón. Algunos eruditos, como Abraham Malamat, afirman que Amón fue asesinado porque a la gente no le gustaba la fuerte influencia que sobre él ejercía el Imperio neoasirio, un antiguo enemigo de Judá responsable de la destrucción asiria del Reino de Israel. Le sucedió su hijo Josías, quien tenía ocho años.

### Época
El reinado de Amón se produjo en medio de una época de transición para el Levante y toda la región de Mesopotamia. Al este del Reino de Judá, el Imperio neoasirio comenzaba a desintegrarse, mientras que el Imperio neobabilónico aún no había surgido para reemplazarlo. Al oeste, el Egipto saíta todavía se estaba recuperando bajo el faraón Psamético I de la ocupación asiria de 673-63, transformándose de un estado vasallo a un aliado autónomo. En este vacío de poder, muchos estados más pequeños, como Judá, pudieron gobernarse a sí mismos sin la intervención extranjera de imperios más grandes. 
Al final de su reinado la situación internacional era inestable: en el este el imperio asirio comenzaba a desintegrarse y el babilónico aún no lo había sustituido, y al oeste Egipto todavía se estaba recuperando de la dominación asiria. En este vacío de poder Jerusalén fue capaz de gobernarse a sí misma sin la intervención extranjera.

## Literatura rabínica
La opinión de que Amón fue el más pecador de todos los reyes malvados de Judá (II Crónicas 33:23) se expone en el Talmud en el tratado Sanedrín 103b) de la siguiente manera:
Acaz suspendió el culto sacrificial y selló los rollos de la Torá, Manasés quemó los nombres del Señor y derribó el altar, Amón lo convirtió en un lugar de desolación [lo cubrió de telarañas] y quemó los rollos de la Torá. Esto se deriva de la historia del hallazgo del Libro de la Ley, II Reyes, xxii. 8]; Acaz permitió el incesto, Manasés lo cometió con su hermana, Amón lo cometió con su madre, diciéndole: «Solo hice esto para enfurecer al Creador». Y, sin embargo, por respeto a su hijo Josías, el nombre de Amón no se incluyó en la lista de reyes excluidos del mundo venidero. Los sabios también explican el versículo 30 del capítulo 24 de Proverbios de la siguiente manera: Pasé por el campo de un hombre perezoso, este es Acaz. Y por la viña de un hombre insensato, este es Manasés. Y he aquí que todo estaba cubierto de espinas, este es Amón. Y su superficie estaba cubierta de ortigas, este es Joaquín. Y su muro de piedra estaba derribado, esto es una referencia a Sedequías, en cuyos días fue destruido el templo. Un fragmento midráshico conservado en las «Constitución Apostólicas», ii. 23, que parece seguir un relato del arrepentimiento de Manasés según un apócrifo judío perdido, dice: 

«Ningún pecado es más grave que la idolatría, porque es traición contra Dios. Sin embargo, incluso esto ha sido perdonado con un arrepentimiento sincero; pero el que peca por un mero espíritu de oposición, para ver si Dios castiga a los malvados, no encontrará perdón, aunque diga en su corazón: «Tendré paz al final (arrepintiéndome), aunque camine en la terquedad de mi malvado corazón»» (Deut. xxix. 19). Uno de esos fue Amón, el hijo de Manasés, pues la Escritura (apócrifa) dice: «Y Amón razonó un mal razonamiento de transgresión y dijo: 'Mi padre desde su infancia fue un gran transgresor, y se arrepintió en su vejez. Así que ahora caminaré tras la lujuria de mi alma y después volveré al Señor'. Y cometió más maldad a los ojos del Señor que todos los que le precedieron; pero el Señor Dios lo apartó rápidamente de esta buena tierra. Y sus siervos conspiraron contra él y lo mataron en su propia casa, y reinó solo dos años».
Cabe destacar que este fragmento midráshico arroja luz sobre la enfática enseñanza de la Mishná (Yoma, viii. 9): «A quien diga: 'Pecaré y luego me arrepentiré', no se le concederá tiempo para arrepentirse». 

| Predecesor: Manasés | Rey de Judá 642 a. C.-640 a. C. | Sucesor: Josías |